# Козлов Олексій Семенович
Козлов Олексій Семенович — російський композитор, саксофоніст. Заслужений артист Росії (1988).

## З життєпису
Народився 13 жовтня 1935 р. Організатор і музичний керівник джаз-рок-ансамблю «Арсенал» (з 1973 р.). Автор музики до українських стрічок: «Запрошення до танцю» (1977), «Новорічний альманах» (1980, новела «Зигзаг»), «Любочка» (1984).